# Mozvash
Mozvash (persiska: مزوش, مَزُّش, مَزوَش) är en ort i Iran.   Den ligger i provinsen Markazi, i den centrala delen av landet, 200 km söder om huvudstaden Teheran. Mozvash ligger 2 233 meter över havet och antalet invånare är 165.
Terrängen runt Mozvash är huvudsakligen kuperad, men österut är den bergig. Terrängen runt Mozvash sluttar västerut. Runt Mozvash är det ganska glesbefolkat, med 43 invånare per kvadratkilometer. Närmaste större samhälle är Qālhar, 6,0 km sydost om Mozvash. Trakten runt Mozvash består i huvudsak av gräsmarker.